# Polak & Schwarz

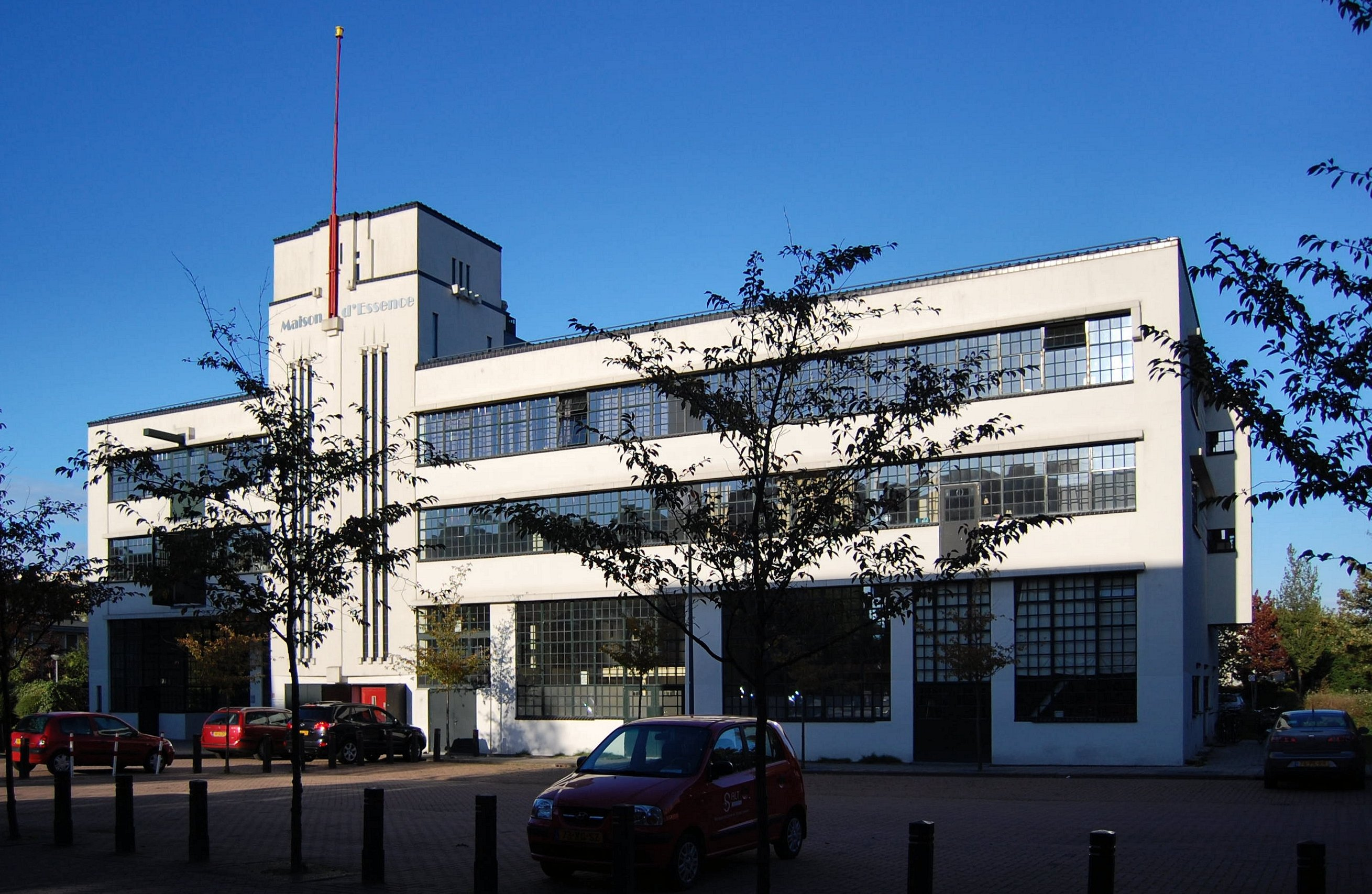
Voormalige fabriek in Zaandam

Polak & Schwarz is een bedrijf dat geurstoffen produceerde en dat vestigingen had in Zaandam en Hilversum.
Het bedrijf werd in 1889 opgericht te Zutphen door Levi Schwarz, ook Leopold Schwarz genaamd. Zijn zwager, Joseph Polak, werd vennoot. Het bedrijf produceerde Vrucht-Aroma's, Giftvrije Verfstoffen en Aetherische Oliën. Zij werkten aanvankelijk op basis van geconcentreerd vruchtensap. De fabriek verhuisde in 1896 naar Zaandam onder de naam: NV Polak & Schwarz's Essence-Fabrieken. De familie Schwarz ging in Amsterdam wonen maar trok in 1914 eveneens naar Zaandam.
In 1910 verliet Joseph, na een conflict, het bedrijf, dat echter de naam Polak bleef voeren. Tot de erfgenamen behoorde Leopolds dochter, Henriette Schwarz, die trouwde met Leo Polak, die president-commissaris van het bedrijf werd.
In 1930 werd een nieuwe fabriek gebouwd aan de Provincialeweg te Zaandam in een moderne bouwstijl. In die tijd was het bedrijf een der belangrijkste geurstoffenproducenten ter wereld.

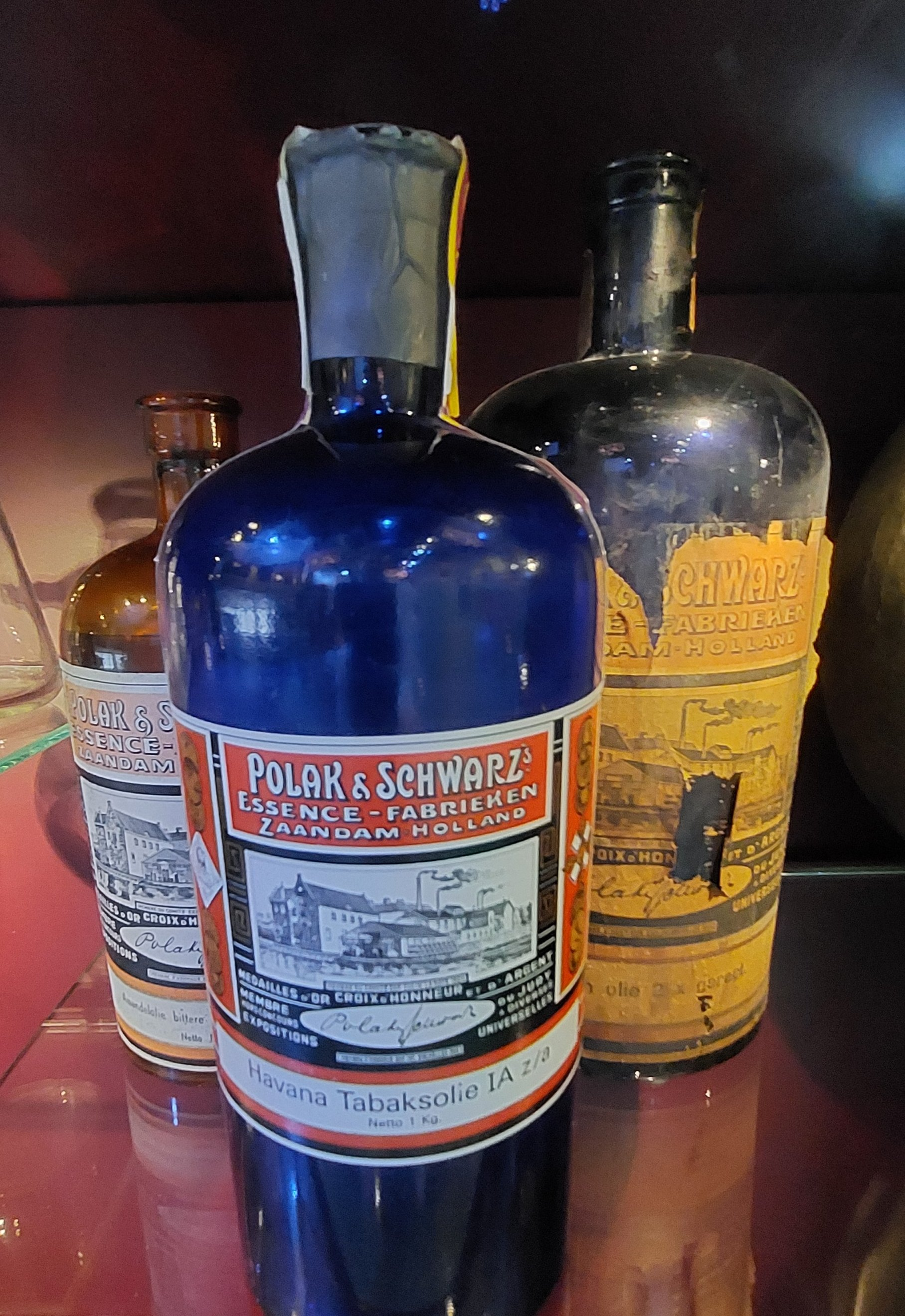
Fles Havanna Tabaksolie, geëxposeerd in het Zaans Museum

De joodse familie had veel te lijden van de bezetting. Leo werd opgepakt en vermoord en Henriette moest uiteindelijk onderduiken. Vervolging van Henriette werd enige tijd uitgesteld omdat het bedrijf de nodige surrogaten aan de bezetter leverde.
Het bedrijf werd tijdens de oorlogsjaren overgenomen door Cook Brummer, die vele (joodse) medewerkers het leven redde.
Na de bevrijding kreeg de familie in 1949 het bedrijf, dat inmiddels ook een vestiging in Hilversum had, weer terug. Henriette werd president-commissaris. In 1958 fuseerde Polak & Schwarz met het Amerikaanse bedrijf Van Ameringen Haebler en ging het verder onder de naam IFF International Flavors & Fragrances Inc. Deze fusie ging gepaard met de beursnotering aan Wall Street. De vestiging Zaandam werd opgeheven. De geschiedenis van het Amerikaanse bedrijf IFF gaat terug tot 1833 en heeft tegenwoordig vestigingen over de gehele wereld.

## Het gebouw
De Zaanse fabriek, tegenwoordig een rijksmonument, werd nog een tijdje als politiebureau gebruikt, kwam daarna leeg te staan en raakte in verval. Uiteindelijk begon het een nieuw leven als Maison d'Essence, met 22 huurappartementen aan het tegenwoordige Irene Vorrinkplein. Het uiterlijk bleef gehandhaafd en het project verkreeg in 2003 de Nationale Renovatieprijs. In 2002 werd een gedenksteen geplaatst voor de tijdens de bezetting omgekomen Joodse medewerkers van de fabriek.
IFF heeft in Nederland tegenwoordig vestigingen in Hilversum (Liebergerweg) en Tilburg (Zevenheuvelenweg). Te Hilversum is het verkoopkantoor en het laboratorium gevestigd terwijl zich in Tilburg een fabriek bevindt.